# Лукинская (Тотемский район)
Лукинская — деревня в Тотемском районе Вологодской области при впадении Кобанги в Цареву.
Входит в состав Калининского сельского поселения, с точки зрения административно-территориального деления — в Калининский сельсовет.
Расстояние по автодороге до районного центра Тотьмы — 18 км, до центра муниципального образования посёлка Царева — 7 км. Ближайшие населённые пункты — Ленино, Рязанка, Село.
По переписи 2002 года население — 8 человек.